# Xlibris
Pour les articles homonymes, voir Ex-libris (homonymie).
Xlibris est un fournisseur de services d'auto-édition  et d'impression à la demande, fondé en 1997 et ayant son siège social à Bloomington (Indiana). En 2000, le New York Times le désigne comme étant premier éditeur à la demande. Son président est Bill Elliot.

## Activités
Xlibris est un service d'impression et de distribution qui produit aussi bien des livres reliés à couverture cartonnée que des livres de poche. Il publie également des livres numériques dans plusieurs formats. La société est acquise par la maison d'édition Author Solutions, Inc. le 8 janvier 2009. Auparavant, elle était détenue à 49 % par Random House,.
La même année, la société annonce son expansion sur les marchés britannique, australien et néo-zélandais.
Son nom est provient du terme latin ex libris, qui signifie : « de la bibliothèque » .

## Réception
Dans un article du New York Times, DT Max déclare que la qualité des livres de Xlibris est supérieure à celle de ses concurrents dans l'industrie de l'auto-édition, mais critiqué l'organisation du site, où les livres ne sont indexés que par une liste alphabétique par titre comportant uniquement un résumé du sujet traité. Pour obtenir des informations et passer une commande, il doit finalement téléphoner à un responsable de l'entreprise.